# Ugašeni komet
Ugašeni komet (eng. extinct comet, rus. выродившаяся комета) je komet koji je izbacio većinu svog volatilnog leda i preostalo im je malo u repu ili komi. Volatili su im isparili iz jezgre i sve što je preostalo jesu relativno teški nevolatilni elementi, sličnih onima koji se prostiru po površini asteroida, poput inertne stijene odnosno kamenčića. Kometi mogu proći kroz prijelaznu fazu kako se primiču gašenju. Prije se može reći da su "spavajući", nego ugašeni, ako im je volatilna sastavnica zapečaćena ispod neaktivna površinskog sloja.
Umrli kometi nevelika tamna nebeska tijela koja je vrlo teško promatrati i najjačim teleskopima.
Kometi mogu biti u fazi prijelaznog kometa, damokloida ili spavajućih kometa.
Kometi za koje se sumnja ili teorijski nagađa da su ugašeni su:
- (137924) 2000 BD19
- 14827 Hypnos[3]
- 2101 Adonis
- 2015 TB145
- 3200 Phaethon[4][5]
- 3552 Don Quixote[4]
- P/2007 R5 (SOHO 1)[6]
- 1996 PW moguće ugašeni komet duga perioda[7]

## Vanjske poveznice
- "Low Albedos Among Extinct Comet Candidates", 2001 (eng.)
- Dark, dangerous asteroids found lurking near Earth (NewScientist 5. ožujka 2010.) (eng.)